# Sitric mac Amlaíb

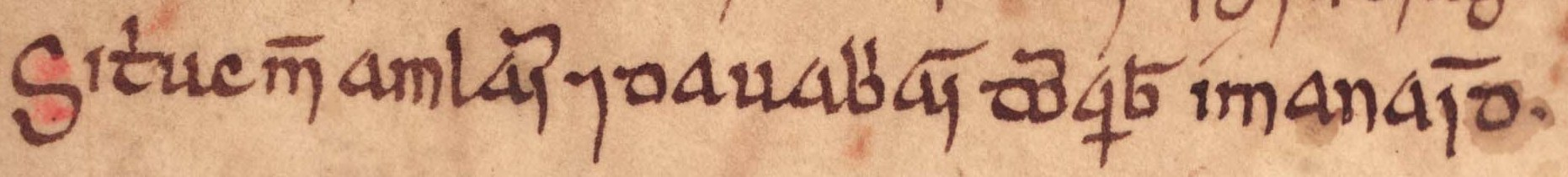
Detalle de un folio del manuscrito Anales de Ulster, donde se menciona el ataque de Sitric y dos nietos de Brian Bóruma a Mann en 1073.

Sitric mac Amlaíb (m. 1073) fue un caudillo vikingo hiberno-nórdico de Dublín que aparece brevemente en los Anales de Ulster como guerrero que devastó las costas del reino vikingo de Mann acompañado de dos nietos de Brian Boru en 1073, un ataque que fracasó y acabó con la muerte de los invasores.
Las alianzas de los vikingos de origen escandinavo con irlandeses no era algo extraño ya que los hiberno-nórdicos, tras varias generaciones, llegaron a estar emparentados en mayor o menor medida con la población autóctona y las alianzas entre las dinastías gobernantes de unos y otros eran habituales. El motivo del ataque y la identidad concreta de los incursores no aparecen muy claros en los anales, pero la presencia de los Ua Briain, que por entonces habían tomado la plaza de Dublín, en una expedición de este calibre hace suponer que el objetivo era someter también a los vikingos de Mann.
Existen indicios que orientan una vinculación familiar de Sitric mac Amlaíb con Gofraid mac Amlaib mac Ragnaill, rey vikingo de Dublín, posiblemente fuese un hermano.